# مزراق

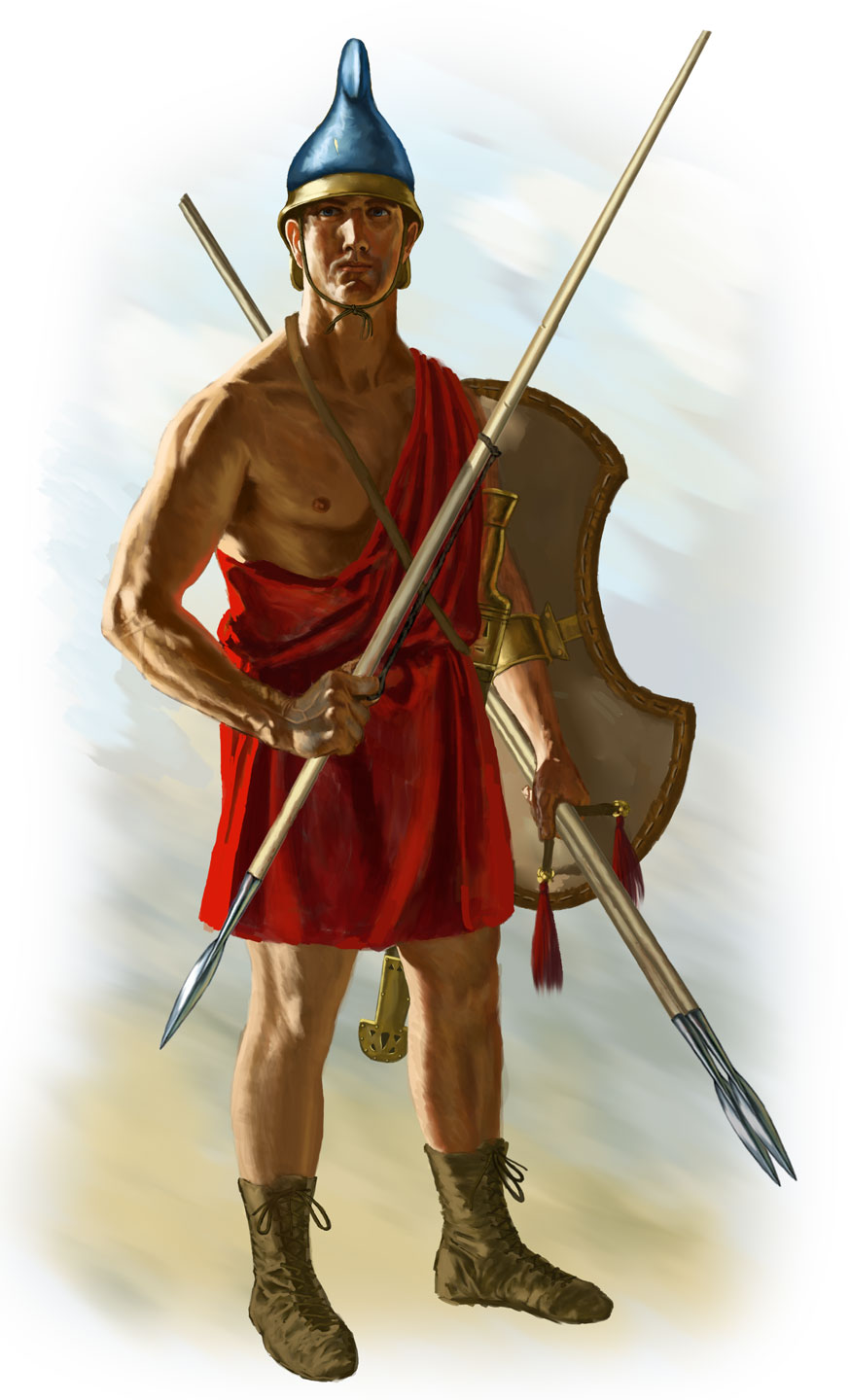
رسم لمحاربٍ إغريقيٍّ قديم من فئة البيلتاست، يحمل معه ثلاثة مزاريق، حمل أحدها في يده اليمنى استعداداً لإلقائه، واثنين باليسرى للاستعمال لاحقاً.

المِزْرَاق (الجمع: مَزَارِيق) (بالإنجليزية: Javelin)‏ هو نوع من الرماح القصيرة التي تُصمَّم لرميها اتّجاه الأعداء في الغالب عوضاً عن استعمالها للاشتباك القريب، وكانت في الماضي سلاحاً للقتال، لكنها لا زالت تستعمل لليوم للرياضة. كان تُرمى المزاريق باليد دوماً، على عكس الأسلحة القديمة بعيدة المدى الأخرى مثل القوس والسهم أو المقلاع، التي اعتمَدت على قواعد لإطلاق السلاح. رغم ذلك، توجد حالياً أدوات تستعمل لمساعدة الرامي على إلقاء الرمح لمسافةٍ أبعد. استعملت المزاريق في الكثير من الحضارات القديمة، بما فيها اليونان القديمة وروما القديمة وبلاد الغال وقرطاجة وغيرها.

## الاستعمال في ما قبل التاريخ
ثمَّة دلائل على أن المزاريق وأشكالاً أخرى من عصيّ الرمي بعيدة المدى استعملت منذ الفترة المتأخر من العصر الحجري القديم السفلي. على سبيل المثال، اكتشفت سبعة رماح في منجم فحمٍ قرب مدينة شونيجين الألمانية، أثبتت تحاليل طبقات الأرض عليها أنَّ عمرها يعود إلى نحو 400,000 سنة. كانت هذه الرماح مصنوعةً من خشب أشجار التنوب، وتتراوح أطوالها من 1.83 إلى 2.25م، وقد كانت مُصمَّمة بحيث أن ثخنها ووزنها يصلان أقصاهما عند الطرف الأمامي للعصاة الخشبية، بحيث يدفعها للسقوط باتجاه حافَّتها الحادة، ممَّا يظهر أنها استعملت كمزاريقٍ لإلقائها اتجاه الطريدة. عثر أيضاً على كتف حصانٍ متحجّرة علقت فيها بقايا رأس مزراق خشبي في بريطانيا، أظهرت التحاليل أن عمرها يعود إلى نحو 500,000 سنة، ممَّا يزيد الدلائل على استعمال البشر منذ ما قبل التاريخ لهذه الأسلحة.